# Camélas
Camélas (in catalano Cameles) è un comune francese di 434 abitanti situato nel dipartimento dei Pirenei Orientali nella regione dell'Occitania.

## Geografia fisica

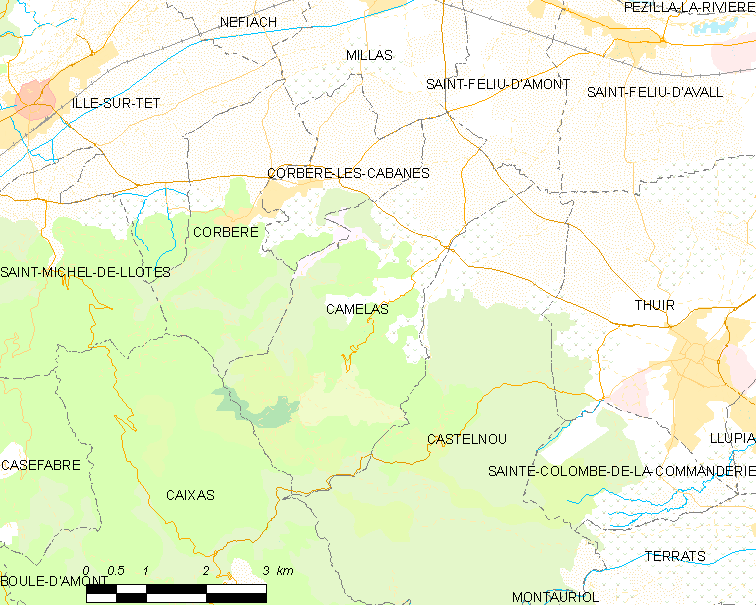
Situazione di Camélas

## Società

### Evoluzione demografica
Abitanti censiti